# Buruienișu de Sus, Bacău
Buruienișu de Sus este un sat în comuna Brusturoasa din județul Bacău, Moldova, România.